# Journal of the National Cancer Institute
Le Journal of the National Cancer Institute (JNCI) est une publication médicale revue par les pairs fondée en août 1940 abordant la recherche en oncologie. Il est diffusé deux fois par mois par Oxford University Press, avec Carmen J. Allegra pour rédacteur en chef. Il a fusionné avec Cancer Treatment Reports en janvier 1988. JNCI était le journal officiel de l'Institut national du cancer (NCI), jusqu'en 1996 quand le NCI le JNCI s'accordèrent pour travailler séparément. JNCI devint indépendant du NCI dans les cinq années qui suivirent.
Existe une publication associée, les Journal of the National Cancer Institute Monographs (JNCI Monographs), fondée en 1959, qui publie aussi bien des manuscrits de conférences liées à la cancérologie que des séries de papiers sur des sujets spécifiques liés au cancer. En janvier 1986, Cancer Treatment Symposia a été fusionné avec JNCI Monographs.

## Histoire
L'histoire du JNCI est associée à celle de quelques autres journaux. Voici des repères chronologiques pour le JNCI et les JNCI Monographs :
- 1940 : le Journal of the National Cancer Institute  (ISSN 0027-8874) est créé par le National Cancer Institute (NCI)[1]
- 1959 : le National Cancer Institute Monograph est lancé par le NCI[2]
- 1959 : les Cancer Chemotherapy Reports  (ISSN 0576-6559) sont créés par le Cancer Chemotherapy National Service Center (CCNSC)[3]
- 1966 : les Cancer Chemotherapy Reports sont repris par le NCI[3]
- 1968 : les Cancer Chemotherapy Reports sont scindés en trois parties : Cancer Chemotherapy Reports, Part 1  (ISSN 0069-0112), Cancer Chemotherapy Reports, Part 2  (ISSN 0069-0120) et Cancer Chemotherapy Reports, Part 3  (ISSN 0069-0139)[4],[5],[6]
- 1976 : les trois volets des Cancer Chemotherapy Reports sont fusionnés et rebaptisés Cancer Treatment Reports  (ISSN 0576-6559)[4],[5],[6]
- 1983 : les Cancer Treatment Symposia  (ISSN 0742-1761) sont lancés par le NCI[7]
- 1986 : les Cancer Treatment Symposia fusionnent avec le National Cancer Institute Monograph, et rebaptisés NCI Monographs  (ISSN 0893-2751)[7]
- 1988 : le Journal of the National Cancer Institute absorbe les Cancer Treatment Reports[8]
- 1990 : les NCI Monographs changent de nom pour Journal of the National Cancer Institute Monographs  (ISSN 1052-6773)[9]
- 1996 : Oxford University Press reprend le Journal of the National Cancer Institute et le Journal of the National Cancer Institute Monographs , en cinq ans environ[10].

## Résumés et indexation
Les résumés du JNCI sont indexés et repris par :
- Abstracts in Anthropology (en)
- Abstracts on Hygiene and Communicable Diseases (en)
- Agbiotech News and Information
- American Statistics Index
- Annals of Behavioral Medicine (en)
- Biological Abstracts (en)
- BIOSIS Previews (en)[11]
- CAB Abstracts (en)
- CINAHL (en)
- CSA Oncogenes and Growth Factor Abstracts
- Current Contents/Clinical Medicine[11]
- Current Contents/Life Sciences[11]
- Dairy Science Abstracts (en)
- Derwent Drug File
- Elsevier BIOBASE - Current Awareness in Biological Sciences (en) (CABS)
- Environmental Science and Pollution Management (en)
- Excerpta Medica
- Food Science and Technology Abstracts (en)
- Global Health (en)
- Health & Safety Science Abstracts
- IDIS
- Index Medicus/MEDLINE/PubMed[12]
- INIS Atomindex
- International Pharmaceutical Abstracts
- Nutrition Abstracts and Reviews
- Nutrition Research Newsletter
- Oncology information service
- Pharmacoeconomics and Outcome News
- Prous Science Integrity (en)
- Reactions Weekly
- Review of Aromatic and Medicinal Plants
- Review of Medical and Veterinary Mycology
- Risk Abstracts
- Rural Development Abstracts
- Sage Race Relations Abstracts
- Science Citation Index[11]
- Soybean Abstracts
- The Standard Periodical Directory
- Toxicology Abstracts
- Tropical Diseases Bulletin (en)
- Weed Abstracts (en)

Selon les Journal Citation Reports, la revue bénéficie d'un facteur d'impact de 12,583 pour l'année 2014, au 8e rang parmi 202 journaux de la catégorie Oncologie.
Les résumés des JNCI Monographs sont indexés et repris dans :
- Abstracts in Anthropology
- Abstracts on Hygiene and Communicable Diseases
- BIOSIS Previews[11]
- CAB Abstracts
- CINAHL
- Excerpta Medica
- Nutrition Abstracts and Reviews
- Oncology information service
- Pharmacoeconomics and Outcome News
- Reactions Weekly
- The Standard Periodical Directory